# Jetmir Kuqi
Jetmir Kuqi (ur. 21 kwietnia 1977) – albański bokser, dwukrotny reprezentant na Mistrzostwach Świata z roku 2007 i 2009, od 2010 bokser zawodowy.

## Kariera
W październiku 2007 reprezentował Albanię w kategorii półśredniej na Mistrzostwach Świata w Chicago. Kuqi przegrał tam swój pierwszy pojedynek z reprezentantem Niemiec Jackiem Culcayem, ulegając mu na punkty (20:28). W lutym 2008 rywalizował w turnieju kwalifikacyjnym dla Europy na Letnie Igrzyska Olimpijskie w Pekinie. Przegrał tam swoją pierwszą walkę z Norbertem Harcsą, ulegając mu wyraźnie na punkty. W 2009 reprezentował Albanię na Mistrzostwach Świata w Mediolanie. Albańczyk doszedł do 1/8 finału mistrzostw, odnosząc wcześniej zwycięstwa w 1/32 i 1/16 finału.
23 stycznia 2010 zadebiutował na zawodowym ringu. W swoim debiucie pokonał przez techniczny nokaut w drugiej rundzie Serba Mihalja Halaša. W tym samym roku stoczył jeszcze 3. zawodowe pojedynki, wszystkie wygrywając. 17 stycznia 2012 zmierzył się w Olsztynie z Polakiem Maciejem Sulęckim. Polak zwyciężył wyraźnie na punkty w sześciorundowym pojedynku, doprowadzając do liczenia Albańczyka w ostatniej rundzie. Po porażce z Sulęckim stoczył dwa pojedynki, odnosząc zwycięstwo i porażkę. Ostatni raz zawodowy pojedynek stoczył 27 stycznia 2013.